# イーカリアー海

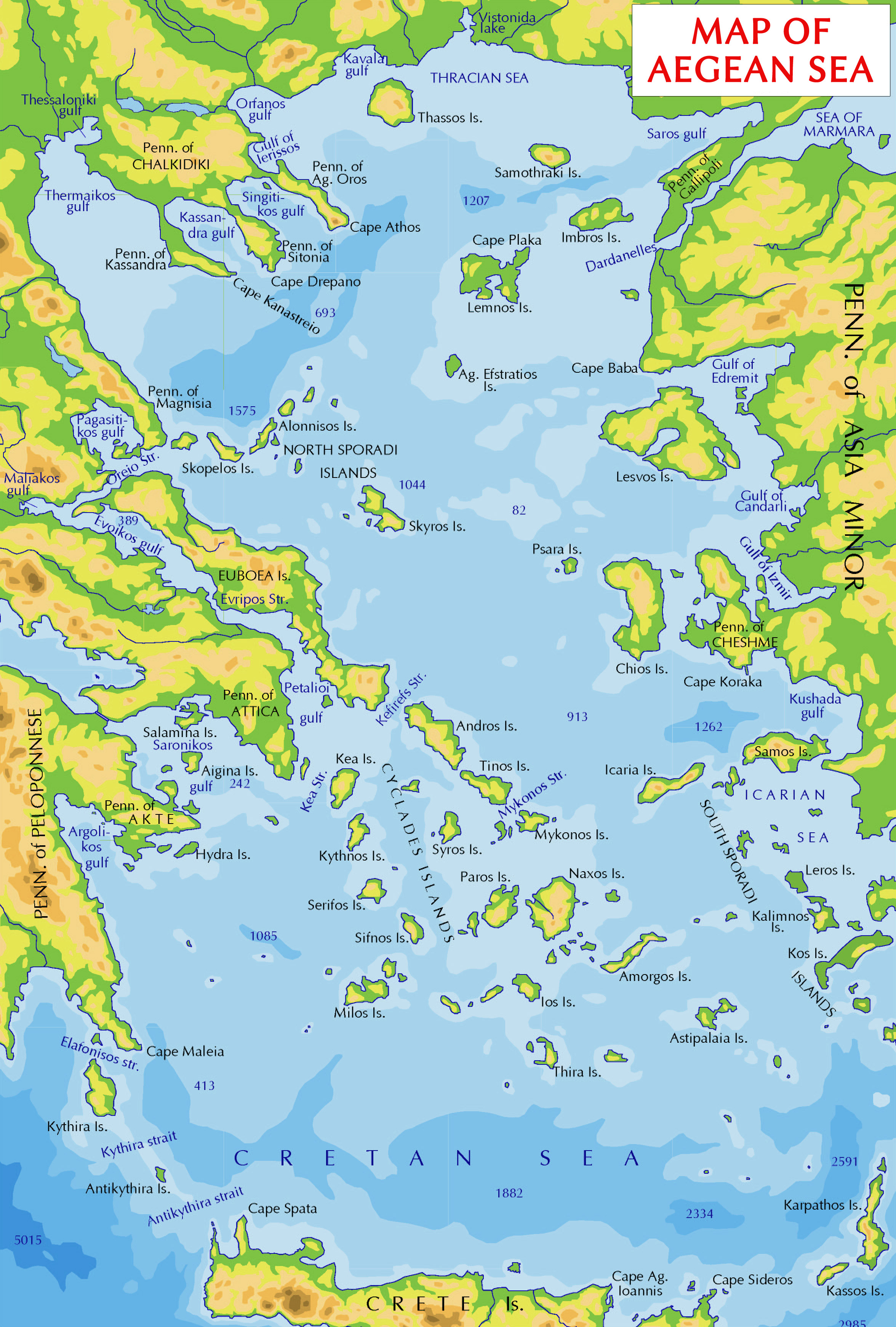
エーゲ海の地図。右側にあるのがイーカリアー海である。

イーカリアー海（ギリシア語：ΙκάριοΠέλαγος、イカリオ・ペラゴス）は、地中海のキクラデス諸島と小アジアの間にある海域。イカリア海とも。

## 概要
イーカリアー海は、ヒオス島の南、キクラデス諸島の東、そしてアナトリア半島の西のエーゲ海の一部で、サモス島、コス島、パトモス島、レロス島、フルニ島、イカリア島を含んでいる。
ギリシア神話の中で、イーカロスが父親のダイダロスと一緒にクレタ島から飛んでいる間に、空から墜落して命を落とした場所。それは、伝説から直接にその名前が得られたか、イカリア島によるものと諸説ある。